# Barcarola (Chopin)
La Barcarola in Fa diesis maggiore op. 60 è una composizione di Fryderyk Chopin scritta fra il 1845 e il 1846.

## Storia
La Barcarola fu iniziata da Chopin nell'autunno del 1845 quando si trovava a Nohant; alla fine del mese di novembre il compositore lasciò la residenza di George Sand per rientrare a Parigi, qualche settimana prima della compagna. L'inverno nella capitale fu particolarmente rigido e il musicista si dedicò a riunioni musicali nel suo salotto e soprattutto a completare alcune composizioni fra cui la Barcarola, come egli stesso scrisse alla famiglia.
La composizione, terminata nell'estate del 1846, fu venduta all'editore Wessel che la pubblicò nel mese di settembre, poi a Breitkopf & Härtel e a Brandus che la stamparono a novembre. Chopin dedicò la Barcarola alla Baronessa di Stockhausen, sua allieva e moglie del dedicatario della Ballata op. 23, ambasciatore a Parigi del Regno di Hannover.
La prima esecuzione avvenne a Parigi alla Salle Pleyel il 26 febbraio 1848 nell'ultimo concerto tenuto dal compositore; le condizioni fisiche di Chopin erano ormai molto compromesse al punto che la ripresa del brano, indicata in partitura forte e fortissimo, venne la lui eseguita tutta in pianissimo proprio per la mancanza di forze.

## Analisi

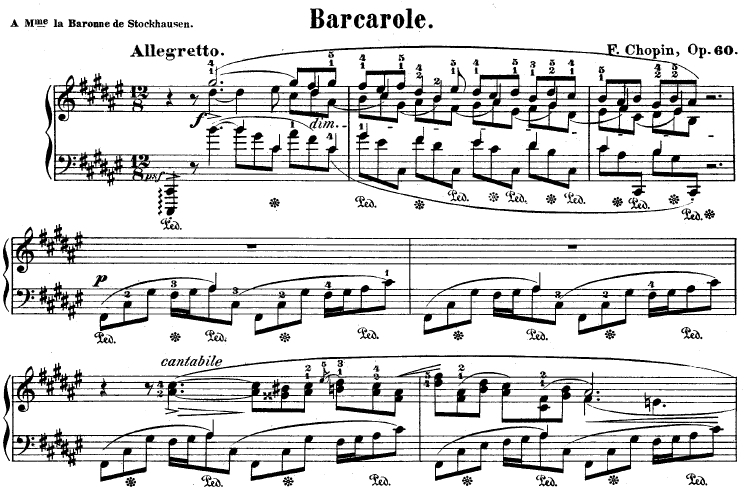
Pagina iniziale della Barcarola

La Barcarola porta come indicazione Allegretto ed è in tempo 12/8. È uno degli ultimi capolavori scritti dal musicista polacco; venne per molto tempo considerata un'opera minore ed è stata in seguito ampiamente rivalutata per la particolarità delle invenzioni e per la complessità armonica, notevolmente audace per i tempi in cui fu scritta.
La barcarola era una forma musicale usata solitamente come aria vocale e ricordava passeggiate su corsi d'acqua a bordo di imbarcazioni; riecheggiava spesso il canto dei gondolieri veneziani. Il brano di Chopin non ha nessun legame con tutto ciò e per di più egli rivoluzionò questo tipo di composizione rendendola simile a un notturno; d'altronde non vi è nulla in questo brano che lo possa legare in qualche modo a Venezia, città dove Chopin non era mai stato. Il termine barcarola fu usato dal musicista semplicemente per il ritmo cullante che egli aveva escogitato e che, in parte, si ritrova anche nelle Ballate op.38 e op.52.
La grande cantabilità della melodia in Chopin, presente fin dalle prime composizioni, negli anni della maturità raggiunse una trasformazione di profonda flessuosità e dolcezza, traendo dal pianoforte sfumature inusitate che fanno "quasi dimenticare che il suono è prodotto dalla percussione dei martelletti". Nella Barcarola questa evoluzione è assolutamente evidente, passata attraverso la composizione dei notturni è assimilabile ai maggiori di essi per carattere e struttura; la Barcarola ne presenta infatti l'architettura, divisa in tre parti.  Dopo l'introduzione dall'andamento cullante, la parte centrale è contrastante per tonalità (in La maggiore) e si sviluppa con grande libertà per giungere a un poco più mosso appassionato e suggestivo. Dopo diverse modulazioni e cambiamenti di ritmo la musica giunge alla ripresa che è il momento culminante di tutta la partitura. La parte finale del brano propone una ricerca di timbri quasi evanescenti che, unitamente a una nuova libertà armonica, assume aspetti pressoché impressionistici; non a caso Claude Debussy e Maurice Ravel studiarono e ammirarono questa composizione.
 Ravel in particolare ne fu affascinato tanto da scrivere: "Quel tema in terze agile e delicato è costantemente vestito di armonie smaglianti. La linea melodica è continua. Un momento, una melodia si sprigiona, resta sospesa e ricade mollemente attirata da accordi magici. L'intensità aumenta. Sorge un nuovo tema di un lirismo magnifico, tutto italiano. Tutto si calma. Dal grave si innalza una figura rapida, fremente, che sfuma in armonie preziose e tenere e si pensa a una misteriosa apoteosi".